# Erwin Popper
Erwin Popper (Viena, 9 de diciembre de 1879 - 28 de septiembre de 1955) fue un médico pediatra austríaco, reconocido por haber sido uno de los tres descubridores del virus de la polio.
Popper escribió su tesis doctoral en Viena en 1903 y luego se convirtió en un cirujano militar en la artillería. De 1904 a 1905 trabajó como candidato y asistente médico en el Hospital Wiedner en Viena, luego se trasladó a la Wilhelminenspital.
En 1908 ―junto con su jefe de laboratorio, el biólogo austriaco Karl Landsteiner (1868-1943)― descubrió el virus que provoca la poliomielitis.
El 18 de diciembre de 1908,
en una conferencia médica en Viena, Landsteiner y Popper afirmaron que habían descubierto el virus de la polio.
En 1909 publicaron los resultados de su investigación.
En 1911, el Dr. Popper se convirtió en médico residente en el Allgemeine Poliklinik (una clínica para pacientes ambulatorios).
A partir de 1918 trabajó como pediatra en Viena y director de la ambulancia pediátrica del Krankenkasse Viena (una empresa de seguro médico legal).
En 1938 posiblemente emigró a Inglaterra y realizó trabajos como oficial médico en hogares infantiles durante seis años (hasta 1942).[cita requerida]
Posteriormente trabajó tres años (hasta 1945) como oficial médico residente en Cheshire.[cita requerida]